# Стефан Євтоський
Стефан Євтоський (мак. Стефан Јевтоски; нар. 2 вересня 1997, Скоп'є, Македонія) — македонський футболіст, опорний півзахисник клубу «Арсенал» (Київ).

## Клубна кар'єра
Вихованець клубу «Металург» (Скоп'є), в системі якого перебував протягом 2014—2016 років. У січні 2016 року Євтовський підписав 3-річний контракт з болгарським клубом «Локомотив» (Пловдив). Дебютував у болгарському чемпіонаті 29 листопада в поєдинку проти «Монтани», вийшовши на поле на 81-й хвилині замість Дані Кікі. Єдиним голом у футболці «Локомотива» відзначився 12 травня 2017 року в переможному (2:1) поєдинку проти «Левські». Стефан вийшов на поле на 54-й хвилині та встановив фінальний рахунок у матчі. 15 серпня 2017 року за взаємною згодою сторін контракт Євтовського з клубом було розірвано. Після цього стефан перейшов до представника Другої ліги Хорватії НК «Вараждин», в складі якого в чемпіонаті Хорватії дебютував у переможному (1:0) поєдинку проти НК «Луко».
20 липня 2017 року Стефана внесли до заявки на сезон клубу-новачка УПЛ, київського «Арсеналу». Дебютував у футболці столичного клубу 29 липня 2017 року в програному (0:3) виїзного поєдинку 2-о туру УПЛ проти донецького «Шахтаря». Стефан вийшов на поле в стартовому складі та відіграв увесь матч, а на 49-й хвилині отримав жовту картку.

## Кар'єра в збірній

### Молодіжна збірна
Викликався до складу юнацьких збірних Македонії різних вікових груп. Євтовський дебютував за молодіжну збірну Македонії 28 березня 2017 року в товариському поєдинку проти однолітків з Болгарії.

## Статистика виступів

### Клубна
Станом на 1 червня 2017
| Клубні виступи        | Клубні виступи        | Клубні виступи        | Ліга  | Ліга | Кубок           | Кубок           | Континентальні | Континентальні | Інші  | Інші | Загалом | Загалом | Загалом |
| Клуб                  | Ліга                  | Сезон                 | Матчі | Голи | Матчі           | Голи            | Матчі          | Голи           | Матчі | Голи | Матчі   | Голи    |         |
| Македонія             | Македонія             | Македонія             | Ліга  | Ліга | Кубок Македонії | Кубок Македонії | Європа         | Європа         | Інші  | Інші | Загалом | Загалом |         |
| --------------------- | --------------------- | --------------------- | ----- | ---- | --------------- | --------------- | -------------- | -------------- | ----- | ---- | ------- | ------- | ------- |
| «Металург» (Скоп'є)   | Перша ліга            | 2014–15               | 14    | 0    | 0               | 0               | 0              | 0              | –     | –    | 14      | 0       |         |
| «Металург» (Скоп'є)   | Перша ліга            | 2015–16               | 13    | 0    | 0               | 0               | –              | –              | –     | –    | 13      | 0       |         |
| «Металург» (Скоп'є)   | Загалом               | Загалом               | 27    | 0    | 0               | 0               | 0              | 0              | 0     | 0    | 27      | 0       |         |
| Болгарія              | Болгарія              | Болгарія              | Ліга  | Ліга | Кубок Болгарії  | Кубок Болгарії  | Європа         | Європа         | Інші  | Інші | Загалом | Загалом |         |
| «Локомотив» (Пловдив) | Група А               | 2015–16               | 0     | 0    | 0               | 0               | 0              | 0              | —     | —    | 0       | 0       |         |
| «Локомотив» (Пловдив) | Перша ліга            | 2016–17               | 17    | 1    | 2               | 0               | —              | —              | —     | —    | 19      | 1       |         |
| «Локомотив» (Пловдив) | Загалом               | Загалом               | 17    | 1    | 2               | 0               | 0              | 0              | 0     | 0    | 19      | 1       |         |
| Статистика за кар'єру | Статистика за кар'єру | Статистика за кар'єру | 44    | 1    | 2               | 0               | 0              | 0              | 0     | 0    | 46      | 1       |         |

1. ↑  Включаючи матчі Суперкубка Болгарії.